# GNU Compiler Collection
O GNU Compiler Collection (chamado usualmente por GCC) é um conjunto de compiladores de linguagens de programação produzido pelo projecto GNU para construir um sistema operativo  semelhante ao Unix livre. Faz parte do sistema operativo GNU e FSF, sendo uma das ferramentas essenciais para manter o software livre, pois permite compilar o código-fonte em binários executáveis para as várias plataformas informáticas mais comuns. É distribuído pela Free Software Foundation (FSF) sob os termos da licença GNU GPL, disponível para sistemas operativos UNIX e Linux e certos sistemas operativos derivados tais como o Mac OS X.

## Visão geral
O compilador GCC foi escrito por Richard Stallman em 1987 para servir de compilador para o Projecto GNU. Em 1997, um grupo de desenvolvedores descontentes com o ritmo lento e a natureza fechada do desenvolvimento oficial do compilador GCC, formou-se o projecto EGCS, que juntou várias bifurcações experimentais num único projecto bifurcado do GCC. O desenvolvimento do EGCS, ao provar-se suficientemente mais vital que o GCC, foi finalmente "abençoado" como a versão oficial do GCC em Abril de 1999. O projecto GCC é agora mantido por um grupo variado de programadores de todo o mundo e até à data tem sido adaptado a mais tipos de processadores e sistemas operativos que qualquer outro compilador.
O GCC tem sido adaptado como compilador principal para construir e desenvolver para um número de sistemas, incluindo GNU/Linux, os BSDs, Mac OS X, NeXTSTEP, BeOS e Haiku.
O GCC é frequentemente eleito o compilador preferido para desenvolver software que necessita de ser executado em vários tipos de hardware. Diferenças entre compiladores nativos levam a dificuldades em escrever código que seja compilado correctamente em todos os compiladores e construir guiões que corram em todas as plataformas. Ao usar os compiladores do projecto GCC, o mesmo analisador gramatical é usado em todas as plataformas, fazendo com que o se o código compila numa, muito provavelmente compilará em todas. O código poderá ser executado um pouco mais lento mas o potencial de redução de custos de produção tende a fazer com que seja a melhor opção disponivel.

## Linguagens de programação
Originalmente suportava somente a linguagem de programação C e era designado GNU C Compiler (compilador C GNU). Com o tempo ganhou suporte às linguagens C++, Fortran, Ada, Java e Objective-C, entre outras.
A partir da versão 4.0, o lançamento padrão da GCC inclui fachadas para:
- Ada (GCC for Ada ou GNAT)
- C
- C++ (GCC for C++ ou G++)
- Fortran (GCC for Fortran ou GFortran)
- Java (GCC for Java ou GCJ)
- Objective-C
- Pascal

Uma fachada para CHILL foi previamente incluida mas posteriormente abandonada devido à falta de manutenção. A fachada G77 foi abandonada e substituida pela nova fachada GFortran que suporta Fortran 95. Também existem fachadas para Pascal, Modula-2, Modula-3, Mercury, VHDL, PL/1 e Objective-C++.

## Arquitecturas
O conjunto dos processadores suportados pelo GCC inclui:
- Alpha
- ARM
- Atmel AVR
- IA-64 "Itanium"
- H8/300
- Motorola 68000
- Motorola 88000
- MIPS
- PA-RISC
- PDP-11
- PowerPC e PowerPC 64
- SuperH
- SPARC
- System/370, System 390
- x86 e x86-64/AMD64
- VAX

Já foi suportado um vasto conjunto de processadores menos conhecidos que inclui A29K, ARC, Atmel AVR, C4x, CRIS, D30V, DSP16xx, FR-30, FR-V, Intel i960, IP2000, M32R, 68HC11, MCORE, MMIX, MN10200, MN10300, NS32K, ROMP, Stormy16, V850 e Xtensa. Processadores adicionais, tais como o D10V, PDP-10 e Z8000 já foram suportadas por versões do GCC mantidas separadamente da versão FSF.

## Estrutura
A interface externa do GCC é geralmente o padrão para os vários compiladores disponibilizados no sistema operativo Linux. Os utilizadores invocam um programa driver chamado gcc, que interpreta os argumentos do comando dado e decide que tipo de compiladores usar para cada ficheiro de entrada, depois corre o assembler (processo de compilação) na sua saida e então possivelmente corre o linker, que liga as bibliotecas de binários necessárias para produzir um ficheiro executável que é um programa de computador funcional e completo.
Cada compilador de linguagem é um programa separado que recebe código-fonte e produz código de linguagem Assembly. Todos os compiladores tem uma estrutura de interface comum; uma fachada relativa a cada linguagem de programação que analisa gramaticalmente as linguagens e produz uma árvore abstracta de sintaxe e um back end que converte as árvores na Register Transfer Language do GCC, executa várias optimizações e de seguida produz linguagem Assembly usando pattern matching específico de cada arquitectura.
Quase todo o GCC é escrito em C, apesar de grande parte da fachada de Ada ser escrito em Ada.

### Fachada
Os front-ends variam internamente, tendo de produzir árvores que possam vir a ser usadas pelo backend. Alguns analisadores gramaticais usam uma especificação gramatical semelhante a do YACC. Outras são analisadores gramaticais recursivos por ordem decrescente.
Até recentemente, a representação da árvore do programa não era totalmente independente do processador-alvo. 

### Back-end
Execução em Back-end ocorre quando o programa, após ter as informações necessárias, ocupa o tempo do processador para executar os comandos definidos anteriormente no código fonte. Neste momento, o programa se "retira", não dependendo de entradas manuais.
Programas em linguagem C podem ter sua alta performance melhor avaliada quando executam sem necessidade de entradas manuais. Isto ocorre em sistema que executam em background onde, depois de executado, o programa processa as informações que lhe foram passadas ou as lê de um arquivo ou banco de dados. Desta forma, pode-se mensurar o tempo de execução deste programa, escrito na Linguagem C, com um programa escrito em outra linguagem. Quanto menor for a interface com o usuário, melhor para se avaliar a performance do programa.
Por definição, a implementação do compilador da Linguagem C deve gerar um código de máquina bem similar a da Linguagem Assembly (baixo nível). Esta característica possibilita que a execução em Back-end tenha uma quantidade mínima de instruções necessárias para obter o resultado que foi determinado no código fonte.